# August Flak
August Flak (ur. 25 sierpnia 1895 w Sosnowcu, zm. 28 czerwca 1959 tamże) – działacz komunistyczny.
Syn Michała, brat Jana. Skończył 4 klasy szkoły powszechnej i został włókniarzem, a następnie górnikiem. Od 1912 działacz SDKPiL, kolporter odezw partyjnych. Członek Związku Zawodowego Robotników Przemysłu Metalowego. Współorganizator wystąpień robotniczych w latach 1917–1918. W listopadzie 1918 brał udział w rozbrajaniu Niemców i tworzeniu Czerwonej Gwardii i Rady Delegatów Robotniczych (RDR) w Sosnowcu, której był delegatem. Od grudnia 1918 członek Komitetu Dzielnicowego (KD) KPRP/KPP w Sielcu. W lipcu 1919 Rada Delegatów Robotniczych Zagłębia Dąbrowskiego została rozwiązana, a August Flak na kilka tygodni aresztowany wraz z innymi delegatami. Na początku 1920 zorganizował manifestację przed kopalnią "Hrabia Renard", podczas której doszło do strać z policją, za co 10 lutego 1920 został ponownie aresztowany. W maju został zwolniony, a w lipcu zmobilizowany do wojska; zdemobilizowany w grudniu 1920. W 1921 został wybrany z listy komunistycznej do Zarządu zagłębiowskiej Kasy Chorych. Jesienią 1922 jako działacz Związku Proletariatu Miast i Wsi (ZPMiW) organizował kampanię wyborczą do Sejmu oraz strajki i manifestacje. W latach 1923–1924 i 1924–1928 więziony za działalność komunistyczną. W 1928 ponownie brał udział w kampanii wyborczej do Sejmu. Zagrożony aresztowaniem, przeniósł się na Kielecczyznę, gdzie był m.in. hutnikiem i działał tam do wybuchu wojny w 1939. Członek Związku Robotników Przemysłu Metalowego w Polsce i Robotniczej Spółdzielni Spożywców Zagłębia Dąbrowskiego. Od września 1939 do końca wojny w 1945 na robotach przymusowych w Kassel. Po powrocie wstąpił do PPR. W latach 1953–1955 woźny w ambasadzie PRL w Helsinkach. Był odznaczony Orderem Sztandaru Pracy II klasy.